# باشگاه ورزشی العهد
باشگاه ورزشی العهد (به عربی: نادی العهد الریاضی) یک باشگاه فوتبال در شهر بیروت و در کشور لبنان می‌باشد که در لیگ برتر فوتبال لبنان بازی می‌کند.
این باشگاه در سال ۱۹۶۶ میلادی تأسیس شده‌است.
این باشگاه، ۵ بار به مقام قهرمانی لیگ برتر لبنان رسیده‌است.

## عملکرد در مسابقات AFC
- لیگ قهرمانان آسیا ۲

۲۰۱۹: قهرمان
۲۴–۲۰۲۳: نایب قهرمان